# 2023年阿根廷大选
2023年阿根廷大选是2023年10月22日阿根廷举行的選舉，此次選舉要选出阿根廷总统、阿根廷副总统、国会议员和大部分阿根廷省份的省长。由于没有总统候选人在第一轮中赢得足夠票數，11月19日又举行第二輪選舉，最終哈維爾·米萊击败塞尔吉奥·马萨當選阿根廷總統。 
選舉時的总统阿尔贝托·费尔南德斯和副总统兼前总统克里斯蒂娜·费尔南德斯·德·基什内尔尽管都有资格角逐總統，但他們並未參加此次總統選舉。 
在第一輪總統選舉中，執政聯盟祖国联盟推出的塞尔吉奥·马萨赢得36%的选票並出乎意料的排名第一，而哈維爾·米萊则以30%的选票位居第二。根據選舉前的民調，哈維爾·米萊領先，此外马萨担任经济部长期间阿根廷出現了严重的通货膨胀。 
在第二輪選舉中，哈維爾·米萊獲得56%選票，塞尔吉奥·马萨獲得44%選票，兩者的選票數量差距接近300万。哈維爾·米萊于2023年12月10日正式就任阿根廷总统。

## 反應
俄罗斯总统新闻秘书、克里姆林宫发言人佩斯科夫表示，俄罗斯方面密切关注米莱在竞选期间发表的一些言论，正关注他是否会在选举后改变态度。
美国前总统特朗普恭贺米莱获胜，称米莱“让阿根廷再次伟大！”
巴西总统卢拉祝贺新政府取得成功，卢拉表示：“民主是人民的声音，必须得到尊重。”
阿根廷即將卸任的总统费尔南德斯表示：“我相信民主，我将确保政权有序过渡。”